# Lucian Raicu
Lucian Raicu (n. Bernard Leibovici, 12 mai 1934, Iași, d. 22 noiembrie 2006, Paris) a fost un critic literar și scriitor român.
A studiat la Facultatea de Litere a Universității din București pe care a absolvit-o în 1958, apoi, în perioada 1952-1954, Școala de Literatură și Critică Literară „Mihai Eminescu”.
A publicat monografii despre Gogol, Liviu Rebreanu, Nicolae Labiș, culegeri de cronici de carte, dar cele mai importante contribuții ale sale rămân eseurile despre mecanismele profunde ale creației: "Reflecții asupra spiritului creator", "Critica - forma de viață" ș.a.
Împreună cu soția sa, prozatoarea Sonia Larian, s-a stabilit la Paris în 1986, colaborând cu texte despre literatură la posturile de radio străine Deutsche Welle, Vocea Americii, Europa liberă, etc. A fost redactor la Viața Românească, Gazeta literară și România literară, precum și la Europa Liberă și Radio France International. După 1990, suferind, măcinat de boală, a continuat să scrie, trimițând colaborări unor reviste din țară și publicând câteva cărți noi.
Este fratele prozatorului Virgil Duda.[nefuncțională]

Scriitorul Norman Manea scria de la New York:
Lucian Raicu a fost și rămâne cea mai ascuțită minte critică a literaturii române din dureroasa perioadă așa-zis socialistă, în care i-a fost dat să-și scrie, prin limitare și risc, dar cu intensă și sfidătoare strălucire, cărțile. Îl putem crede pe Eugen Ionescu când afirma că Raicu este "printre primii, dacă nu cumva primul critic literar al generației sale".
Urna cu cenușa sa este depusă în Caseta nr. 22 983 a columbarului din Cimitirul Père-Lachaise din Paris.

## Opera (selecție)
- Liviu Rebreanu, 1967
- Structuri literare, Ed. Eminescu, București, 1973
- Gogol sau fantasticul banalității, 1974
- Critica – forma de viață, 1976
- Reflecții asupra spiritului creator, 1979
- Printre contemporani, 1980
- Calea de acces, 1982
- Fragmente de timp, 1984
- Scene din romanul literaturii, 1985
- Nicolae Labiș, Ed. Eminescu, București, 1977
- Journal en miettes cu Eugène Ionesco, 1993
- Scene, fragmente, reflecții, 1994
- O sută de scrisori din Paris, Ed. Cartea Românească, București, 2010, 320 p.